# Ateuchus irinum
Ateuchus irinum là một loài bọ cánh cứng trong họ Bọ hung (Scarabaeidae).